# Step Up (песня)
«Step Up» — четвёртый сингл американской рок-группы Drowning Pool, первый из их второго альбома Desensitized, выпущенный в 2004 году. Впервые песня прозвучала в саундтреке к фильму «Каратель».
На обложке сингла, как и на обложке альбома, а также в музыкальном видео «Step Up» снялась американская порноактриса и модель Джесси Джейн. В видео также появляется бывший гитарист Evanescence  Бен Муди.

## Список композиций
Слова и музыка всех песен — Drowning Pool.
| №  | Название               | Длительность |
| -- | ---------------------- | ------------ |
| 1. | «Step Up»              | 3:17         |
| 2. | «Walls»                | 3:32         |
| 3. | «Step Up» (Radio Edit) | 3:09         |